# Carlos Tejada
Carlos Tejada Padilla (León, Guanajuato) es un Piloto de rallies mexicano. Que es campeón Nacional  del Campeonato Mexicano de Rally en la temporada 2005. Es el Primer piloto Campeón Nacional  que es de provincia  en 65 años de Rally en México. En el año 2022 compitió en la prestigiada Carrera de las 24horas de la Ciudad de México, en 2 categorías al mismo tiempo, en las cuales los resultados fueron tercer lugar de cada categoría en Turbo 2.
Desde 1995 a la fecha dirige exitosamente su taller de personalización de autos exóticos Colorss Motorsport ubicado en la ciudad de León,Gto.  es el director del Billion Rush Rally gran evento tipo rally de autos exóticos desde 2018, es dueño del conglomerado Billion Group que encadena varias empresas relacionadas en el ámbito automotriz, cuenta también en california con una empresa de fabricación de Rines Forjados llamados Billion edition y en diciembre de 2023 ya tiene su línea de sistemas de escapes para autos exóticos, llamada Billion titanio, Hoy es el empresario automotriz mexicano, que más esta innovando en el ramo de equipo after market para autos exóticos.

## Trayectoria
Tejada inició su carrera automovilística en los rallies en 1997, compitiendo en pruebas de regularidad y en la Carrera Panamericana ganando títulos de categoría .  En el 2000 inició su participación en el Campeonato Mexicano de Rally,y ese mismo año coronado campeón de novatos donde muchas veces se subió a pódium pero obtuvo su primera victoria absoluta en 2003, en el Rally Sierra de Lobos. Dos años después obtendría el campeonato nacional.
Del año 2006 al 2011 fue director deportivo del Equipo de Rally más exitoso de México el Tp Motorsports y logró que dos de sus pilotos seleccionados fueran campeones nacionales Benito Guerra 2006 y Rodrigo Ordóñez 2008.
El título obtenido en 2005 no estuvo exento de polémica, ya que el mismo fue apelado por uno de los equipos participantes debido al cambio de automóvil que hizo Tejada durante la temporada. además de que quitaba la hegemonía  de campeones nacionales de la capital nacional. 
En 2012 y 2013 retornó a las competencias  y ganó el absoluto Rally América, una prueba del campeonato estadounidense que se corrió paralelamente al Rally México en ese año. En 2013 volvió a participar en la misma prueba, donde obtuvo nuevamente el triunfo sobre competidores experimentados como Francisco name .
En 2023 se proclamó ganador de la categoría de exóticos del Bash Road Tour 2023 con su Lamborghini Aventador SV 1 de 600 en el mundo.

## Otros
Tejada ha sido director deportivo del equipo TP Motorsport, el cual ha obtenido el campeonato nacional en un par de ocasiones de la mano de pilotos como Benito Guerra Jr. y Rodrigo Ordóñez.